# ドリーム・チーム
『ドリーム・チーム』（原題：The Dream Team）は、1989年制作のアメリカ合衆国のコメディ映画。ハワード・ジーフ監督。

## あらすじ
ニューヨークにある病院シーダーブルック・センターの精神科医ワイツマンはセンターの医師達を説得して、彼が受け持っている完全突発性凶暴症のビリー、完全潔癖症のヘンリー、完全誇大妄想症のジャック、完全単純自閉症のアルバートの4人の現代病患者に外出療法を試みることにする。
彼らはヤンキースの試合観戦に向かうが、スタジアムを目の前にしてワイツマンがある殺人事件に巻き込まれて重傷を負い、意識不明となってしまう。アルバートは事件の一部始終を目撃していたが、自閉症ゆえ口を閉ざしたままだった。他の3人は何も知らずにワイツマンを待つが、ついに待ちくたびれて夜の街に散らばっていく。
やがて4人は協力してワイツマンを探し出すことを決意し、行動を起こすが、例の事件の犯人の魔の手が彼らに迫ってくる。

## キャスト
※括弧内は日本語吹替
- ビリー：マイケル・キートン（石丸博也）
- ヘンリー：クリストファー・ロイド（納谷六朗）
- ジャック：ピーター・ボイル（大宮悌二）
- アルバート：スティーヴン・ファースト（吉村よう）
- ワイツマン医師：デニス・ボウトシカリス（西村知道）
- ライリー：ロレイン・ブラッコ（榊原良子）
- オマリー：フィリップ・ボスコ（大山高男）
- ジャネリー：ジェームズ・レマー（大塚明夫）
- エド：マイケル・レンベック（津田英三）
- ヴィンセンテ：ブラッド・サリヴァン
- ニューワルド医師：ミロ・オーシャ（伊井篤史）

その他声の出演：田原アルノ、清川元夢、飯塚昭三、石井敏郎、巴菁子、さとうあい